# Йосипівка (Березівський район)
Йосипі́вка — село Ширяївської селищної громади у Березівському районі Одеської області. Населення становить 105 осіб.

## Історія
Під час організованого радянською владою Голодомору 1932—1933 років померло щонайменше 5 жителів села.
Колишній орган місцевого самоврядування — Ширяївська селищна рада.

## Населення
Згідно з переписом УРСР 1989 року чисельність наявного населення села становила 144 особи, з яких 71 чоловік та 73 жінки.
За переписом населення України 2001 року в селі мешкало 105 осіб.

### Мова
Розподіл населення за рідною мовою за даними перепису 2001 року:
| Мова       | Відсоток |
| ---------- | -------- |
| українська | 93,33 %  |
| молдовська | 2,86 %   |
| російська  | 1,90 %   |
| інші       | 1,91 %   |